# Kreiz Breizh Elites 2015
La 20e édition du Kreiz Breizh Elites a eu lieu du 1er au 3 août 2015. La course fait partie du calendrier UCI Europe Tour 2015 en catégorie 2.2.
Elle a été remportée par le Norvégien August Jensen (Coop-Øster Hus), vainqueur de la quatrième étape, qui s'impose respectivement de neuf et douze secondes devant les Français Élie Gesbert (Pays de Dinan) et Stéphane Poulhiès (Occitane CF), lauréat de la première étape.
le Norvégien Fredrik Strand Galta (Coop-Øster Hus) s'adjuge le classement par points notamment grâce à ses victoires lors des deuxième et troisième étapes tandis que le Français Fabrice Seigneur (Sojasun espoir-ACNC) gagne celui de la montagne. Gesbert termine meilleur jeune et l'Estonien Martin Laas (Équipe nationale d'Estonie espoirs) remporte le classement du combiné. Pour finir la formation française Chambéry CF finit meilleure équipe.

## Présentation

### Équipes
Classé en catégorie 2.2 de l'UCI Europe Tour, le Kreiz Breizh Elites est par conséquent ouvert aux équipes continentales professionnelles françaises, aux équipes continentales, aux équipes nationales et aux équipes régionales et de clubs.
Vingt-sept équipes participent à ce Kreiz Breizh Elites - neuf équipes continentales, trois équipes nationales et quinze équipes régionales et de clubs :
| Équipes continentales | Équipes continentales | Équipes continentales |
| Nom de l'équipe       | Pays                  | Code                  |
| --------------------- | --------------------- | --------------------- |
| 3M                    | Belgique              | MMM                   |
| Aisan Racing          | Japon                 | AIS                   |
| Coop-Øster Hus        | Norvège               | COH                   |
| Jo Piels              | Pays-Bas              | CJP                   |
| Madison Genesis       | Royaume-Uni           | MGT                   |
| Metec-TKH-Mantel      | Pays-Bas              | MET                   |
| MLP Bergstrasse       | Allemagne             | TBJ                   |
| Rabobank Development  | Pays-Bas              | RDT                   |
| Vorarlberg            | Autriche              | VBG                   |

| Équipes nationales                 | Équipes nationales | Équipes nationales |
| Nom de l'équipe                    | Pays               | Code               |
| ---------------------------------- | ------------------ | ------------------ |
| Équipe nationale d'Estonie espoirs | Estonie            | EST                |
| Équipe nationale d'Irlande         | Irlande            | IRL                |
| Équipe nationale de Russie         | Russie             | RUS                |

| Équipes régionales et de clubs | Équipes régionales et de clubs | Équipes régionales et de clubs |
| Nom de l'équipe                | Pays                           | Code                           |
| ------------------------------ | ------------------------------ | ------------------------------ |
| BIC 2000                       | France                         | BIC                            |
| Chambéry CF                    | France                         | CCF                            |
| Côtes d'Armor-Marie Morin      | France                         | COT                            |
| Équipe régionale de Bretagne   | France                         | BRE                            |
| Équipe régionale d'Écosse      | Royaume-Uni                    | SCO                            |
| GSC Blagnac Vélo Sport 31      | France                         | GSC                            |
| Hennebont                      | France                         | HNB                            |
| Occitane CF                    | France                         | OCF                            |
| Océane Top 16                  | France                         | TOP                            |
| Pays de Dinan                  | France                         | DIN                            |
| Sojasun espoir-ACNC            | France                         | ANC                            |
| VC Pays de Loudéac             | France                         | VCP                            |
| VC Rouen 76                    | France                         | VCR                            |
| Vendée U                       | France                         | VEN                            |
| WV De Jonge Renner             | Pays-Bas                       | WVJ                            |

### Primes
Les prix sont attribués suivant le barème de l'UCI,.
| Position           | 1er     | 2e      | 3e    | 4e    | 5e    | 6e    | 7e    | 8e    | 9e    | 10e à 20e |
| Classement général | 2 105 € | 1 055 € | 525 € | 265 € | 210 € | 158 € | 158 € | 107 € | 107 € | 50 €      |
| Par étape          | 1 205 € | 600 €   | 300 € | 150 € | 120 € | 90 €  | 90 €  | 60 €  | 60 €  | 30 €      |
| Par demi-étape     | 900 €   | 455 €   | 225 € | 115 € | 90 €  | 68 €  | 68 €  | 47 €  | 47 €  | 20 €      |

## Étapes
| Étape     | Date     | Villes étapes                       |                 | Distance (km) | Vainqueur d’étape    | Leader du classement général |
| --------- | -------- | ----------------------------------- | --------------- | ------------- | -------------------- | ---------------------------- |
| 1re étape | 1er août | Calanhel - Plouray                  | Étape de plaine | 184,5         | Stéphane Poulhiès    | Stéphane Poulhiès            |
| 2e étape  | 2 août   | Ploërdut - Callac                   | Étape vallonnée | 82,2          | Fredrik Strand Galta | August Jensen                |
| 3e étape  | 2 août   | Carhaix-Plouguer - Carhaix-Plouguer | Étape de plaine | 110,2         | Fredrik Strand Galta | August Jensen                |
| 4e étape  | 3 août   | Plouguernével - Rostrenen           | Étape de plaine | 163,2         | August Jensen        | August Jensen                |

## Déroulement de la course

### 1reétape
| Classement de l'étape | Classement de l'étape  | Classement de l'étape | Classement de l'étape | Classement de l'étape |
|                       | Coureur                | Pays                  | Équipe                | Temps                 |
| --------------------- | ---------------------- | --------------------- | --------------------- | --------------------- |
| 1er                   | Stéphane Poulhiès      | France                | Occitane CF           | en 4 h 24 min 8 s     |
| 2e                    | August Jensen          | Norvège               | Coop-Øster Hus        | + 0 s                 |
| 3e                    | Élie Gesbert           | France                | Pays de Dinan         | + 0 s                 |
| 4e                    | Aurélien Paret-Peintre | France                | Chambéry CF           | + 0 s                 |
| 5e                    | Rémy Rochas            | France                | Chambéry CF           | + 50 s                |
| 6e                    | Yannis Yssaad          | France                | Sojasun espoir-ACNC   | + 1 min 14 s          |
| 7e                    | Frédéric Guillemot     | France                | BIC 2000              | + 1 min 14 s          |
| 8e                    | Elmar Reinders         | Pays-Bas              | Jo Piels              | + 1 min 14 s          |
| 9e                    | Camille Thominet       | France                | BIC 2000              | + 1 min 14 s          |
| 10e                   | Jérémy Cornu           | France                | Vendée U              | + 1 min 14 s          |
| modifier              |                        |                       |                       |                       |

| Classement général | Classement général     | Classement général | Classement général  | Classement général |
|                    | Coureur                | Pays               | Équipe              | Temps              |
| ------------------ | ---------------------- | ------------------ | ------------------- | ------------------ |
| 1er                | Stéphane Poulhiès      | France             | Occitane CF         | en 4 h 24 min 8 s  |
| 2e                 | August Jensen          | Norvège            | Coop-Øster Hus      | + 0 s              |
| 3e                 | Élie Gesbert           | France             | Pays de Dinan       | + 0 s              |
| 4e                 | Aurélien Paret-Peintre | France             | Chambéry CF         | + 0 s              |
| 5e                 | Rémy Rochas            | France             | Chambéry CF         | + 50 s             |
| 6e                 | Yannis Yssaad          | France             | Sojasun espoir-ACNC | + 1 min 14 s       |
| 7e                 | Frédéric Guillemot     | France             | BIC 2000            | + 1 min 14 s       |
| 8e                 | Elmar Reinders         | Pays-Bas           | Jo Piels            | + 1 min 14 s       |
| 9e                 | Camille Thominet       | France             | BIC 2000            | + 1 min 14 s       |
| 10e                | Jérémy Cornu           | France             | Vendée U            | + 1 min 14 s       |
| modifier           |                        |                    |                     |                    |

### 2eétape
| Classement de l'étape | Classement de l'étape | Classement de l'étape | Classement de l'étape     | Classement de l'étape |
|                       | Coureur               | Pays                  | Équipe                    | Temps                 |
| --------------------- | --------------------- | --------------------- | ------------------------- | --------------------- |
| 1er                   | Fredrik Strand Galta  | Norvège               | Coop-Øster Hus            | en 1 h 51 min 50 s    |
| 2e                    | Axel Journiaux        | France                | Pays de Dinan             | + 23 s                |
| 3e                    | Liam Holohan          | Royaume-Uni           | Madison Genesis           | + 23 s                |
| 4e                    | Étienne Fabre         | France                | Chambéry CF               | + 33 s                |
| 5e                    | Nicolas David         | France                | Hennebont                 | + 33 s                |
| 6e                    | Paul-Mikaël Menthéour | France                | Côtes d'Armor-Marie Morin | + 33 s                |
| 7e                    | Paul Ourselin         | France                | Vendée U                  | + 33 s                |
| 8e                    | Cédric Delaplace      | France                | BIC 2000                  | + 33 s                |
| 9e                    | August Jensen         | Norvège               | Coop-Øster Hus            | + 33 s                |
| 10e                   | Johim Ariesen         | Pays-Bas              | Metec-TKH-Mantel          | + 42 s                |
| modifier              |                       |                       |                           |                       |

| Classement général | Classement général     | Classement général | Classement général        | Classement général |
|                    | Coureur                | Pays               | Équipe                    | Temps              |
| ------------------ | ---------------------- | ------------------ | ------------------------- | ------------------ |
| 1er                | August Jensen          | Norvège            | Coop-Øster Hus            | en 6 h 16 min 31 s |
| 2e                 | Stéphane Poulhiès      | France             | Occitane CF               | + 9 s              |
| 3e                 | Aurélien Paret-Peintre | France             | Chambéry CF               | + 9 s              |
| 4e                 | Élie Gesbert           | France             | Pays de Dinan             | + 9 s              |
| 5e                 | Fredrik Strand Galta   | Norvège            | Coop-Øster Hus            | + 41 s             |
| 6e                 | Rémy Rochas            | France             | Chambéry CF               | + 59 s             |
| 7e                 | Liam Holohan           | Royaume-Uni        | Madison Genesis           | + 1 min 4 s        |
| 8e                 | Axel Journiaux         | France             | Pays de Dinan             | + 1 min 4 s        |
| 9e                 | Étienne Fabre          | France             | Chambéry CF               | + 1 min 14 s       |
| 10e                | Paul-Mikaël Menthéour  | France             | Côtes d'Armor-Marie Morin | + 1 min 14 s       |
| modifier           |                        |                    |                           |                    |

### 3eétape
| Classement de l'étape | Classement de l'étape  | Classement de l'étape | Classement de l'étape | Classement de l'étape |
|                       | Coureur                | Pays                  | Équipe                | Temps                 |
| --------------------- | ---------------------- | --------------------- | --------------------- | --------------------- |
| 1er                   | Fredrik Strand Galta   | Norvège               | Coop-Øster Hus        | en 2 h 43 min 3 s     |
| 2e                    | Yannis Yssaad          | France                | Sojasun espoir-ACNC   | m.t                   |
| 3e                    | Johim Ariesen          | Pays-Bas              | Metec-TKH-Mantel      | m.t                   |
| 4e                    | Stéphane Poulhiès      | France                | Occitane CF           | m.t                   |
| 5e                    | Frédéric Guillemot     | France                | BIC 2000              | m.t                   |
| 6e                    | Erwan Brenterch        | France                | Hennebont             | m.t                   |
| 7e                    | Nicolas David          | France                | Hennebont             | m.t                   |
| 8e                    | Cédric Delaplace       | France                | BIC 2000              | m.t                   |
| 9e                    | Aurélien Paret-Peintre | France                | Chambéry CF           | m.t                   |
| 10e                   | Cyrille Patoux         | France                | VC Pays de Loudéac    | m.t                   |
| modifier              |                        |                       |                       |                       |

| Classement général | Classement général     | Classement général | Classement général | Classement général |
|                    | Coureur                | Pays               | Équipe             | Temps              |
| ------------------ | ---------------------- | ------------------ | ------------------ | ------------------ |
| 1er                | August Jensen          | Norvège            | Coop-Øster Hus     | en 8 h 59 min 34 s |
| 2e                 | Stéphane Poulhiès      | France             | Occitane CF        | + 9 s              |
| 3e                 | Aurélien Paret-Peintre | France             | Chambéry CF        | + 9 s              |
| 4e                 | Élie Gesbert           | France             | Pays de Dinan      | + 9 s              |
| 5e                 | Fredrik Strand Galta   | Norvège            | Coop-Øster Hus     | + 41 s             |
| 6e                 | Rémy Rochas            | France             | Chambéry CF        | + 59 s             |
| 7e                 | Liam Holohan           | Royaume-Uni        | Madison Genesis    | + 1 min 4 s        |
| 8e                 | Étienne Fabre          | France             | Chambéry CF        | + 1 min 14 s       |
| 9e                 | Cédric Delaplace       | France             | BIC 2000           | + 1 min 14 s       |
| 10e                | Nicolas David          | France             | Hennebont          | + 1 min 14 s       |
| modifier           |                        |                    |                    |                    |

### 4eétape
| Classement de l'étape | Classement de l'étape | Classement de l'étape | Classement de l'étape      | Classement de l'étape |
|                       | Coureur               | Pays                  | Équipe                     | Temps                 |
| --------------------- | --------------------- | --------------------- | -------------------------- | --------------------- |
| 1er                   | August Jensen         | Norvège               | Coop-Øster Hus             | en 4 h 11 min 1 s     |
| 2e                    | Élie Gesbert          | France                | Pays de Dinan              | + 0 s                 |
| 3e                    | Sergey Nikolaev       | Russie                | Équipe nationale de Russie | + 3 s                 |
| 4e                    | Hamish Schreurs       | Nouvelle-Zélande      | Sojasun espoir-ACNC        | + 3 s                 |
| 5e                    | Nicolas David         | France                | Hennebont                  | + 3 s                 |
| 6e                    | Jérémy Cornu          | France                | Vendée U                   | + 3 s                 |
| 7e                    | Fabien Schmidt        | France                | Côtes d'Armor-Marie Morin  | + 3 s                 |
| 8e                    | Erwan Brenterch       | France                | Hennebont                  | + 3 s                 |
| 9e                    | Tim Ariesen           | Pays-Bas              | Jo Piels                   | + 3 s                 |
| 10e                   | Jeroen Meijers        | Pays-Bas              | Rabobank Development       | + 3 s                 |
| modifier              |                       |                       |                            |                       |

## Classements finals

### Classement général final
| Classement général final | Classement général final | Classement général final | Classement général final | Classement général final |
|                          | Coureur                  | Pays                     | Équipe                   | Temps                    |
| ------------------------ | ------------------------ | ------------------------ | ------------------------ | ------------------------ |
| 1er                      | August Jensen            | Norvège                  | Coop-Øster Hus           | en 13 h 10 min 35 s      |
| 2e                       | Élie Gesbert             | France                   | Pays de Dinan            | + 9 s                    |
| 3e                       | Stéphane Poulhiès        | France                   | Occitane CF              | + 12 s                   |
| 4e                       | Aurélien Paret-Peintre   | France                   | Chambéry CF              | + 17 s                   |
| 5e                       | Fredrik Strand Galta     | Norvège                  | Coop-Øster Hus           | + 44 s                   |
| 6e                       | Rémy Rochas              | France                   | Chambéry CF              | + 1 min 2 s              |
| 7e                       | Liam Holohan             | Royaume-Uni              | Madison Genesis          | + 1 min 12 s             |
| 8e                       | Nicolas David            | France                   | Hennebont                | + 1 min 17 s             |
| 9e                       | Étienne Fabre            | France                   | Chambéry CF              | + 1 min 22 s             |
| 10e                      | Cédric Delaplace         | France                   | BIC 2000                 | + 1 min 22 s             |
| modifier                 |                          |                          |                          |                          |

### Classements annexes
| Classement par points | Classement par points | Classement par points | Classement par points | Classement par points |
| --------------------- | --------------------- | --------------------- | --------------------- | --------------------- |
|                       | Coureur               | Pays                  | Équipe                | Point(s)              |
| 1er                   | Fredrik Strand Galta  | Norvège               | Coop-Øster Hus        | 66 points             |
| 2e                    | August Jensen         | Norvège               | Coop-Øster Hus        | 62 pts                |
| 3e                    | Stéphane Poulhiès     | France                | Occitane CF           | 59 pts                |
| modifier              |                       |                       |                       |                       |

| Classement de la montagne | Classement de la montagne | Classement de la montagne | Classement de la montagne          | Classement de la montagne |
| ------------------------- | ------------------------- | ------------------------- | ---------------------------------- | ------------------------- |
|                           | Coureur                   | Pays                      | Équipe                             | Point(s)                  |
| 1er                       | Fabrice Seigneur          | France                    | Sojasun espoir-ACNC                | 38 points                 |
| 2e                        | Antoine Leplingard        | France                    | Vendée U                           | 28 pts                    |
| 3e                        | Martin Laas               | Estonie                   | Équipe nationale d'Estonie espoirs | 26 pts                    |
| modifier                  |                           |                           |                                    |                           |

| Classement du meilleur jeune | Classement du meilleur jeune | Classement du meilleur jeune | Classement du meilleur jeune | Classement du meilleur jeune |
|                              | Coureur                      | Pays                         | Équipe                       | Temps                        |
| ---------------------------- | ---------------------------- | ---------------------------- | ---------------------------- | ---------------------------- |
| 1er                          | Élie Gesbert                 | France                       | Pays de Dinan                | en 13 h 10 min 44 s          |
| 2e                           | Aurélien Paret-Peintre       | France                       | Chambéry CF                  | + 8 s                        |
| 3e                           | Rémy Rochas                  | France                       | Chambéry CF                  | + 53 s                       |
| modifier                     |                              |                              |                              |                              |

| Classement du combiné | Classement du combiné | Classement du combiné | Classement du combiné              | Classement du combiné |
| --------------------- | --------------------- | --------------------- | ---------------------------------- | --------------------- |
|                       | Coureur               | Pays                  | Équipe                             | Point(s)              |
| 1er                   | Martin Laas           | Estonie               | Équipe nationale d'Estonie espoirs | 60 points             |
| 2e                    | Mihkel Räim           | Estonie               | Équipe nationale d'Estonie espoirs | 54 pts                |
| 3e                    | Antoine Leplingard    | France                | Vendée U                           | 42 pts                |
| modifier              |                       |                       |                                    |                       |

| \| Classement par équipes[1] \| Classement par équipes[1] \| Classement par équipes[1] \| Classement par équipes[1] \| \| \| Équipe \| Pays \| Temps \| \| ------------------------- \| ------------------------- \| ------------------------- \| ------------------------- \| \| 1re \| Chambéry CF \| France \| en 39 h 34 min 26 s \| \| 2e \| BIC 2000 \| France \| + 1 min 38 s \| \| 3e \| Vendée U \| France \| + 1 min 38 s \| \| modifier \| \| \| \| |             |        |                     |
| Classement par équipes |             |        |                     |
| | Équipe      | Pays   | Temps               |
| 1re | Chambéry CF | France | en 39 h 34 min 26 s |
| 2e | BIC 2000    | France | + 1 min 38 s        |
| 3e | Vendée U    | France | + 1 min 38 s        |
| modifier |             |        |                     |

### UCI Europe Tour
Ce Kreiz Breizh Elites attribue des points pour l'UCI Europe Tour 2015, par équipes seulement aux coureurs des équipes continentales professionnelles et continentales, individuellement à tous les coureurs sauf ceux faisant partie d'une équipe ayant un label WorldTeam.
| Position,          | 1er | 2e | 3e | 4e | 5e | 6e | 7e | 8e |
| Classement général | 40  | 30 | 16 | 12 | 10 | 8  | 6  | 3  |
| Par étapel         | 8   | 5  | 2  |    |    |    |    |    |
| Leader, par étapel | 4   |    |    |    |    |    |    |    |

| Cycliste               | Équipe                     | Général | Étape | Leader | Total |
| ---------------------- | -------------------------- | ------- | ----- | ------ | ----- |
| August Jensen          | Coop-Øster Hus             | 40      | 13    | 8      | 61    |
| Élie Gesbert           | Pays de Dinan              | 30      | 7     | -      | 37    |
| Stéphane Poulhiès      | Occitane CF                | 16      | 8     | 4      | 28    |
| Fredrik Strand Galta   | Coop-Øster Hus             | 10      | 16    | -      | 26    |
| Aurélien Paret-Peintre | Chambéry CF                | 12      | -     | -      | 12    |
| Liam Holohan           | Madison Genesis            | 6       | 2     | -      | 8     |
| Rémy Rochas            | Chambéry CF                | 8       | -     | -      | 8     |
| Axel Journiaux         | Pays de Dinan              | -       | 5     | -      | 5     |
| Yannis Yssaad          | Sojasun espoir-ACNC        | -       | 5     | -      | 5     |
| Nicolas David          | Hennebont                  | 3       | -     | -      | 3     |
| Johim Ariesen          | Metec-TKH-Mantel           | -       | 2     | -      | 2     |
| Sergey Nikolaev        | Équipe nationale de Russie | -       | 2     | -      | 2     |

## Évolution des classements
| Étape              | Vainqueur            | Classement général | Classement par points | Classement de la montagne | Classement du meilleur jeune | Classement du combiné | Classement par équipes |
| ------------------ | -------------------- | ------------------ | --------------------- | ------------------------- | ---------------------------- | --------------------- | ---------------------- |
| 1                  | Stéphane Poulhiès    | Stéphane Poulhiès  | Stéphane Poulhiès     | Fabrice Seigneur          | Élie Gesbert                 | Fabrice Seigneur      | Chambéry CF            |
| 2                  | Fredrik Strand Galta | August Jensen      | Stéphane Poulhiès     | Fabrice Seigneur          | Aurélien Paret-Peintre       | Mihkel Räim           | Coop-Øster Hus         |
| 3                  | Fredrik Strand Galta | August Jensen      | Fredrik Strand Galta  | Fabrice Seigneur          | Aurélien Paret-Peintre       | Mihkel Räim           | Chambéry CF            |
| 4                  | August Jensen        | August Jensen      | Fredrik Strand Galta  | Fabrice Seigneur          | Élie Gesbert                 | Martin Laas           | Chambéry CF            |
| Classements finals | Classements finals   | August Jensen      | Fredrik Strand Galta  | Fabrice Seigneur          | Élie Gesbert                 | Martin Laas           | Chambéry CF            |

## Liste des participants
- Liste de départ complète

| Légende                             | Légende                                                                                                  | Légende                                | Légende                                                                                                  |
| ----------------------------------- | --- | -------------------------------------- | --- |
| Num                                 | Dossard de départ porté par le coureur sur ce Kreiz Breizh Elites                                        | Pos                                    | Position finale au classement général                                                                    |
| Leader du classement général        | Indique le vainqueur du classement général                                                               | Leader du classement par points        | Indique le vainqueur du classement par points                                                            |
| Leader du classement de la montagne | Indique le vainqueur du classement de la montagne                                                        | Leader du classement du meilleur jeune | Indique le vainqueur du classement du meilleur jeune                                                     |
| Leader du classement du combiné     | Indique le vainqueur du classement du combiné                                                            |                                        | Indique un maillot de champion national ou mondial, suivi de sa spécialité                               |
| #                                   | Indique la meilleure équipe                                                                              | NP                                     | Indique un coureur qui n'a pas pris le départ d'une étape, suivi du numéro de l'étape où il s'est retiré |
| AB                                  | Indique un coureur qui n'a pas terminé une étape, suivi du numéro de l'étape où il s'est retiré          | HD                                     | Indique un coureur qui a terminé une étape hors des délais, suivi du numéro de l'étape                   |
| *                                   | Indique un coureur en lice pour le classement du meilleur jeune (coureurs nés après le 1er janvier 1993) |                                        | |

| Rabobank Development RDT              | Rabobank Development RDT  | Rabobank Development RDT |
| ------------------------------------- | ------------------------- | ------------------------ |
| Num                                   | Coureur                   | Pos                      |
| 1                                     | Cees Bol (NED)*           | 49e                      |
| 2                                     | Hartthijs de Vries (NED)* | 33e                      |
| 3                                     | Merijn Korevaar (NED)*    | 64e                      |
| 4                                     | Jan Maas (NED)*           | 32e                      |
| 5                                     | Jeroen Meijers (NED)*     | 17e                      |
| 6                                     | Stan Godrie (NED)*        | 43e                      |
| Directeur sportif : Arthur van Dongen |                           |                          |

| -                     | -       | -   |
| --------------------- | ------- | --- |
| Num                   | Coureur | Pos |
| 11                    |         |     |
| 12                    |         |     |
| 13                    |         |     |
| 14                    |         |     |
| 15                    |         |     |
| 16                    |         |     |
| Directeur sportif : - |         |     |

| Vorarlberg VBG                  | Vorarlberg VBG          | Vorarlberg VBG |
| ------------------------------- | ----------------------- | -------------- |
| Num                             | Coureur                 | Pos            |
| 21                              | Nicolas Baldo (FRA)     | AB-4           |
| 22                              | Michael Kucher (AUT)*   | 46e            |
| 23                              | Lukas Meiler (GER)*     | 79e            |
| 24                              |                         |                |
| 25                              | Nicolas Winter (SUI)    | 21e            |
| 26                              | Akinori Yamamura (JPN)* | AB-1           |
| Directeur sportif : Spas Gyurov |                         |                |

| Coop-Øster Hus COH                    | Coop-Øster Hus COH             | Coop-Øster Hus COH |
| ------------------------------------- | ------------------------------ | ------------------ |
| Num                                   | Coureur                        | Pos                |
| 31                                    | Tormod Hausken Jacobsen (NOR)* | 90e                |
| 32                                    | Fredrik Strand Galta (NOR)     | 5e                 |
| 33                                    | Markus Hoelgaard (NOR)*        | 47e                |
| 34                                    | Oscar Landa (NOR)*             | AB-4               |
| 35                                    | August Jensen (NOR)            | 1er                |
| 36                                    | Krister Hagen (NOR)            | 52e                |
| Directeur sportif : Gilbert De Weerdt |                                |                    |

| Jo Piels CJP                     | Jo Piels CJP              | Jo Piels CJP |
| -------------------------------- | ------------------------- | ------------ |
| Num                              | Coureur                   | Pos          |
| 41                               | Jochem Hoekstra (NED)     | 36e          |
| 42                               | Tim Ariesen (NED)*        | 66e          |
| 43                               | Stephan Bakker (NED)*     | 75e          |
| 44                               | Patrick van Leeuwen (NED) | 74e          |
| 45                               | Elmar Reinders (NED)      | 68e          |
| 46                               | Joey van Rhee (NED)       | 13e          |
| Directeur sportif : Han Vaanhold |                           |              |

| Madison Genesis MGT              | Madison Genesis MGT    | Madison Genesis MGT |
| -------------------------------- | ---------------------- | ------------------- |
| Num                              | Coureur                | Pos                 |
| 51                               | Joe Evans (GBR)*       | 81e                 |
| 52                               |                        |                     |
| 53                               | Liam Holohan (GBR)     | 7e                  |
| 54                               | Dominic Jelfs (IRL)    | AB-4                |
| 55                               | Tristan Robbins (GBR)* | 91e                 |
| 56                               | Tobyn Horton (GBR)     | 86e                 |
| Directeur sportif : Joan Horrach |                        |                     |

| Metec-TKH-Mantel MET              | Metec-TKH-Mantel MET | Metec-TKH-Mantel MET |
| --------------------------------- | -------------------- | -------------------- |
| Num                               | Coureur              | Pos                  |
| 61                                | Johim Ariesen (NED)  | 67e                  |
| 62                                | Tijmen Eising (NED)  | AB-4                 |
| 63                                | Jarno Gmelich (NED)  | 37e                  |
| 64                                | Niels Goeree (NED)*  | AB-4                 |
| 65                                | Stef Krul (NED)*     | 62e                  |
| 66                                | Milan Veltman (NED)* | AB-1                 |
| Directeur sportif : Allard Engels |                      |                      |

| 3M MMM                              | 3M MMM                     | 3M MMM |
| ----------------------------------- | -------------------------- | ------ |
| Num                                 | Coureur                    | Pos    |
| 71                                  | Dick Janssen (NED)*        | AB-1   |
| 72                                  | Connor McConvey (IRL)      | 53e    |
| 73                                  | Kevin Panhuyzen (BEL)*     | AB-4   |
| 74                                  | Elliott Porter (GBR)       | 89e    |
| 75                                  | Geert van der Weijst (NED) | NP-1   |
| 76                                  | Michael Vingerling (NED)   | 87e    |
| Directeur sportif : Bernard Moerman |                            |        |

| Aisan Racing AIS                 | Aisan Racing AIS           | Aisan Racing AIS |
| -------------------------------- | -------------------------- | ---------------- |
| Num                              | Coureur                    | Pos              |
| 81                               | Hideto Nakane (JPN)        | AB-1             |
| 82                               | Shinpei Fukuda (JPN)       | AB-1             |
| 83                               | Ryohei Komori (JPN)        | AB-4             |
| 84                               | Yoshimitsu Hiratsuka (JPN) | AB-1             |
| 85                               | Tomohiro Hayakawa (JPN)    | AB-4             |
| 86                               | Masakazu Ito (JPN)         | AB-1             |
| Directeur sportif : Takumi Beppu |                            |                  |

| BIC 2000 BIC                       | BIC 2000 BIC             | BIC 2000 BIC |
| ---------------------------------- | ------------------------ | ------------ |
| Num                                | Coureur                  | Pos          |
| 91                                 | Yann Botrel (FRA)        | 57e          |
| 92                                 | Sébastien Coquil (FRA)   | AB-4         |
| 93                                 | Cédric Delaplace (FRA)   | 10e          |
| 94                                 | Frédéric Guillemot (FRA) | 23e          |
| 95                                 | Léo Danès (FRA)*         | 40e          |
| 96                                 | Camille Thominet (FRA)   | 16e          |
| Directeur sportif : Yannick Botrel |                          |              |

| Chambéry CF # CCF               | Chambéry CF # CCF             | Chambéry CF # CCF |
| ------------------------------- | ----------------------------- | ----------------- |
| Num                             | Coureur                       | Pos               |
| 101                             | Julien Roux (FRA)*            | 58e               |
| 102                             | Victor Tournieroux (FRA)*     | 51e               |
| 103                             | Rémy Rochas (FRA)*            | 6e                |
| 104                             | Aurélien Paret-Peintre (FRA)* | 4e                |
| 105                             | Étienne Fabre (FRA)*          | 9e                |
| 106                             | Hugo Pigeon (FRA)*            | 26e               |
| Directeur sportif : Loïc Varnet |                               |                   |

| GSC Blagnac Vélo Sport 31 GSC         | GSC Blagnac Vélo Sport 31 GSC | GSC Blagnac Vélo Sport 31 GSC |
| ------------------------------------- | ----------------------------- | ----------------------------- |
| Num                                   | Coureur                       | Pos                           |
| 111                                   | Jon Larrinaga (ESP)           | AB-4                          |
| 112                                   | Julen Mitxelena (ESP)         | 60e                           |
| 113                                   | Flavien Maurelet (FRA)        | 35e                           |
| 114                                   | Rémi Vérardo (FRA)*           | AB-1                          |
| 115                                   | Mathieu Malbert (FRA)*        | AB-3                          |
| 116                                   | Bernat Font (ESP)*            | AB-3                          |
| Directeur sportif : David Margueritin |                               |                               |

| Sojasun espoir-ACNC ANC               | Sojasun espoir-ACNC ANC | Sojasun espoir-ACNC ANC |
| ------------------------------------- | ----------------------- | ----------------------- |
| Num                                   | Coureur                 | Pos                     |
| 121                                   | Jean-Marie Gouret (FRA) | AB-4                    |
| 122                                   | Camille Guérin (FRA)*   | 25e                     |
| 123                                   | Axel Guilcher (FRA)*    | AB-2                    |
| 124                                   | Hamish Schreurs (NZL)*  | 15e                     |
| 125                                   | Fabrice Seigneur (FRA)  | 54e                     |
| 126                                   | Yannis Yssaad (FRA)*    | 24e                     |
| Directeur sportif : Julien Selvestrel |                         |                         |

| Occitane CF OCF                       | Occitane CF OCF          | Occitane CF OCF |
| ------------------------------------- | ------------------------ | --------------- |
| Num                                   | Coureur                  | Pos             |
| 131                                   | Stéphane Poulhiès (FRA)  | 3e              |
| 132                                   | Thomas Alfonso (FRA)*    | AB-4            |
| 133                                   | Mathieu Caramel (FRA)*   | AB-4            |
| 134                                   |                          |                 |
| 135                                   | Fabien Fraissignes (FRA) | AB-4            |
| 136                                   | Gaël Vargas (FRA)        | AB-4            |
| Directeur sportif : Axel Clot-Courant |                          |                 |

| VC Rouen 76 VCR                    | VC Rouen 76 VCR          | VC Rouen 76 VCR |
| ---------------------------------- | ------------------------ | --------------- |
| Num                                | Coureur                  | Pos             |
| 141                                | Dylan Kowalski (FRA)*    | AB-3            |
| 142                                | Adrien Carpentier (FRA)* | AB-4            |
| 143                                | Risto Raid (EST)         | 22e             |
| 144                                | Alexis Carlin (FRA)      | AB-4            |
| 145                                | Pierre Tielemans (FRA)   | AB-4            |
| 146                                | Oskar Nisu (EST)*        | AB-4            |
| Directeur sportif : Mickaël Leveau |                          |                 |

| Vendée U VEN                     | Vendée U VEN              | Vendée U VEN |
| -------------------------------- | ------------------------- | ------------ |
| Num                              | Coureur                   | Pos          |
| 151                              | Jérémy Cornu (FRA)        | 18e          |
| 152                              | Lucas Destang (FRA)*      | AB-4         |
| 153                              | Antoine Leplingard (FRA)* | 72e          |
| 154                              | Romain Guyot (FRA)        | 28e          |
| 155                              | Paul Ourselin (FRA)*      | 11e          |
| 156                              | Simon Sellier (FRA)*      | 27e          |
| Directeur sportif : Thibaut Macé |                           |              |

| Océane Top 16 TOP                     | Océane Top 16 TOP          | Océane Top 16 TOP |
| ------------------------------------- | -------------------------- | ----------------- |
| Num                                   | Coureur                    | Pos               |
| 161                                   | Vadim Deslandes (FRA)*     | AB-4              |
| 162                                   | Alexandre Delétang (FRA)*  | AB-1              |
| 163                                   | Mickaël Guichard (FRA)*    | 63e               |
| 164                                   | Mathias Le Turnier (FRA)*  | 29e               |
| 165                                   | Alexis Diligeart (FRA)*    | AB-1              |
| 166                                   | Baptiste Constantin (FRA)* | 44e               |
| Directeur sportif : Stéphane Bauchaud |                            |                   |

| Côtes d'Armor-Marie Morin COT      | Côtes d'Armor-Marie Morin COT | Côtes d'Armor-Marie Morin COT |
| ---------------------------------- | ----------------------------- | ----------------------------- |
| Num                                | Coureur                       | Pos                           |
| 171                                | David Chopin (FRA)            | AB-3                          |
| 172                                | Fabien Schmidt (FRA)          | 14e                           |
| 173                                | Stéphen Guével (FRA)*         | AB-4                          |
| 174                                | Martin Bouédo (FRA)*          | AB-3                          |
| 175                                | Matthieu Gaultier (FRA)       | 83e                           |
| 176                                | Paul-Mikaël Menthéour (FRA)   | 12e                           |
| Directeur sportif : Rodolphe Henry |                               |                               |

| VC Pays de Loudéac VCP             | VC Pays de Loudéac VCP  | VC Pays de Loudéac VCP |
| ---------------------------------- | ----------------------- | ---------------------- |
| Num                                | Coureur                 | Pos                    |
| 181                                | Luc Tellier (FRA)       | 34e                    |
| 182                                | Kévin Guillot (FRA)     | 30e                    |
| 183                                | Andrew McCullough (USA) | AB-4                   |
| 184                                | Erwann Corbel (FRA)     | AB-4                   |
| 185                                | Cyrille Patoux (FRA)    | AB-4                   |
| 186                                | Baptiste Renault (FRA)* | 94e                    |
| Directeur sportif : Yves Bonnamour |                         |                        |

| Pays de Dinan DIN                      | Pays de Dinan DIN     | Pays de Dinan DIN |
| -------------------------------------- | --------------------- | ----------------- |
| Num                                    | Coureur               | Pos               |
| 191                                    | Aurélien Daniel (FRA) | 45e               |
| 192                                    | Gaëtan Lemoine (FRA)* | 84e               |
| 193                                    | Élie Gesbert (FRA)*   | 2e                |
| 194                                    | Axel Journiaux (FRA)* | AB-4              |
| 195                                    | Rodolphe Marie (FRA)* | 69e               |
| 196                                    | Julian Lino (FRA)*    | AB-4              |
| Directeur sportif : François Journiaux |                       |                   |

| Hennebont HNB                          | Hennebont HNB             | Hennebont HNB |
| -------------------------------------- | ------------------------- | ------------- |
| Num                                    | Coureur                   | Pos           |
| 201                                    | Erwan Brenterch (FRA)     | 20e           |
| 202                                    | Nicolas David (FRA)       | 8e            |
| 203                                    | Baptiste Flégeo (FRA)*    | 88e           |
| 204                                    | Maxime Le Montagner (FRA) | AB-1          |
| 205                                    | Daniel Stewart (IRL)*     | AB-4          |
| 206                                    | Simon Ryan (IRL)          | NP-1          |
| Directeur sportif : Georges Le Bourhis |                           |               |

| WV De Jonge Renner WVJ         | WV De Jonge Renner WVJ       | WV De Jonge Renner WVJ |
| ------------------------------ | ---------------------------- | ---------------------- |
| Num                            | Coureur                      | Pos                    |
| 211                            | Maikel Bos (NED)*            | 39e                    |
| 212                            | Bram de Kort (NED)           | 85e                    |
| 213                            | Jurrien Bosters (NED)        | 92e                    |
| 214                            | Gijs van 't Westeinde (NED)* | NP-2                   |
| 215                            | Sem van den Bogaert (NED)*   | AB-4                   |
| 216                            | Martin Kelderman (NED)       | 73e                    |
| Directeur sportif : Jo Bouwens |                              |                        |

| -                     | -       | -   |
| --------------------- | ------- | --- |
| Num                   | Coureur | Pos |
| 221                   |         |     |
| 222                   |         |     |
| 223                   |         |     |
| 224                   |         |     |
| 225                   |         |     |
| 226                   |         |     |
| Directeur sportif : - |         |     |

| Équipe régionale de Bretagne BRE         | Équipe régionale de Bretagne BRE | Équipe régionale de Bretagne BRE |
| ---------------------------------------- | -------------------------------- | -------------------------------- |
| Num                                      | Coureur                          | Pos                              |
| 231                                      | Florian Cam (FRA)*               | 41e                              |
| 232                                      | Florian Richeux (FRA)*           | AB-4                             |
| 233                                      | Martin Rapin (FRA)*              | AB-4                             |
| 234                                      | Franck Lemonnier (FRA)*          | AB-4                             |
| 235                                      |                                  |                                  |
| 236                                      | Ronan Tassel (FRA)*              | 61e                              |
| Directeur sportif : Jean-Charles Romagny |                                  |                                  |

| Équipe nationale d'Irlande IRL   | Équipe nationale d'Irlande IRL | Équipe nationale d'Irlande IRL |
| -------------------------------- | ------------------------------ | ------------------------------ |
| Num                              | Coureur                        | Pos                            |
| 241                              | Sean McKenna (IRL)*            | 77e                            |
| 242                              | Mark Downey (IRL)*             | 42e                            |
| 243                              | Matthew Teggart (IRL)*         | 59e                            |
| 244                              | Sean Hahessy (IRL)*            | HD-3                           |
| 245                              | Mark Dowling (IRL)*            | 38e                            |
| 246                              | Marc Potts (IRL)*              | 56e                            |
| Directeur sportif : David McCann |                                |                                |

| Équipe régionale d'Écosse SCO  | Équipe régionale d'Écosse SCO | Équipe régionale d'Écosse SCO |
| ------------------------------ | ----------------------------- | ----------------------------- |
| Num                            | Coureur                       | Pos                           |
| 251                            | Fraser Martin (GBR)*          | HD-3                          |
| 252                            | Jack Barrett (GBR)*           | AB-4                          |
| 253                            | Peter Anderson (GBR)          | AB-4                          |
| 254                            | Ryan Fenwick (GBR)*           | AB-1                          |
| 255                            | Ruari Yeoman (GBR)*           | AB-1                          |
| 256                            | Taylor Johnstone (GBR)*       | 76e                           |
| Directeur sportif : Mark McKay |                               |                               |

| Équipe nationale d'Estonie espoirs EST | Équipe nationale d'Estonie espoirs EST | Équipe nationale d'Estonie espoirs EST |
| -------------------------------------- | -------------------------------------- | -------------------------------------- |
| Num                                    | Coureur                                | Pos                                    |
| 261                                    | Mihkel Räim (EST)*                     | 48e                                    |
| 262                                    | Martin Laas (EST)*                     | 80e                                    |
| 263                                    | Josten Vaidem (EST)*                   | 50e                                    |
| 264                                    | Aksel Nõmmela (EST)*                   | AB-4                                   |
| 265                                    | Endrik Puntso (EST)*                   | AB-4                                   |
| 266                                    | Peeter Pung (EST)*                     | AB-1                                   |
| Directeur sportif : Rene Mandri        |                                        |                                        |

| Équipe nationale de Russie RUS      | Équipe nationale de Russie RUS | Équipe nationale de Russie RUS |
| ----------------------------------- | ------------------------------ | ------------------------------ |
| Num                                 | Coureur                        | Pos                            |
| 271                                 | Ildar Arslanov (RUS)*          | 31e                            |
| 272                                 | Roman Kustadinchev (RUS)*      | 78e                            |
| 273                                 | Sergey Nikolaev (RUS)          | 19e                            |
| 274                                 | Mamyr Stash (RUS)*             | 71e                            |
| 275                                 | Denis Zhujkov (RUS)*           | 65e                            |
| 276                                 | Evgeny Zverkov (RUS)*          | 82e                            |
| Directeur sportif : Nikolai Morozov |                                |                                |

| MLP Bergstrasse TBJ              | MLP Bergstrasse TBJ         | MLP Bergstrasse TBJ |
| -------------------------------- | --------------------------- | ------------------- |
| Num                              | Coureur                     | Pos                 |
| 281                              | Eric Süssemilch (GER)*      | 70e                 |
| 282                              | John Mandrysch (GER)*       | AB-4                |
| 283                              | Marc-Andre Tzschupke (GER)* | AB-1                |
| 284                              | Mike Egger (GER)*           | 55e                 |
| 285                              | Moritz Fussnegger (GER)*    | 93e                 |
| 286                              |                             |                     |
| Directeur sportif : Nico Keinath |                             |                     |